# Fermín de Ezpeleta

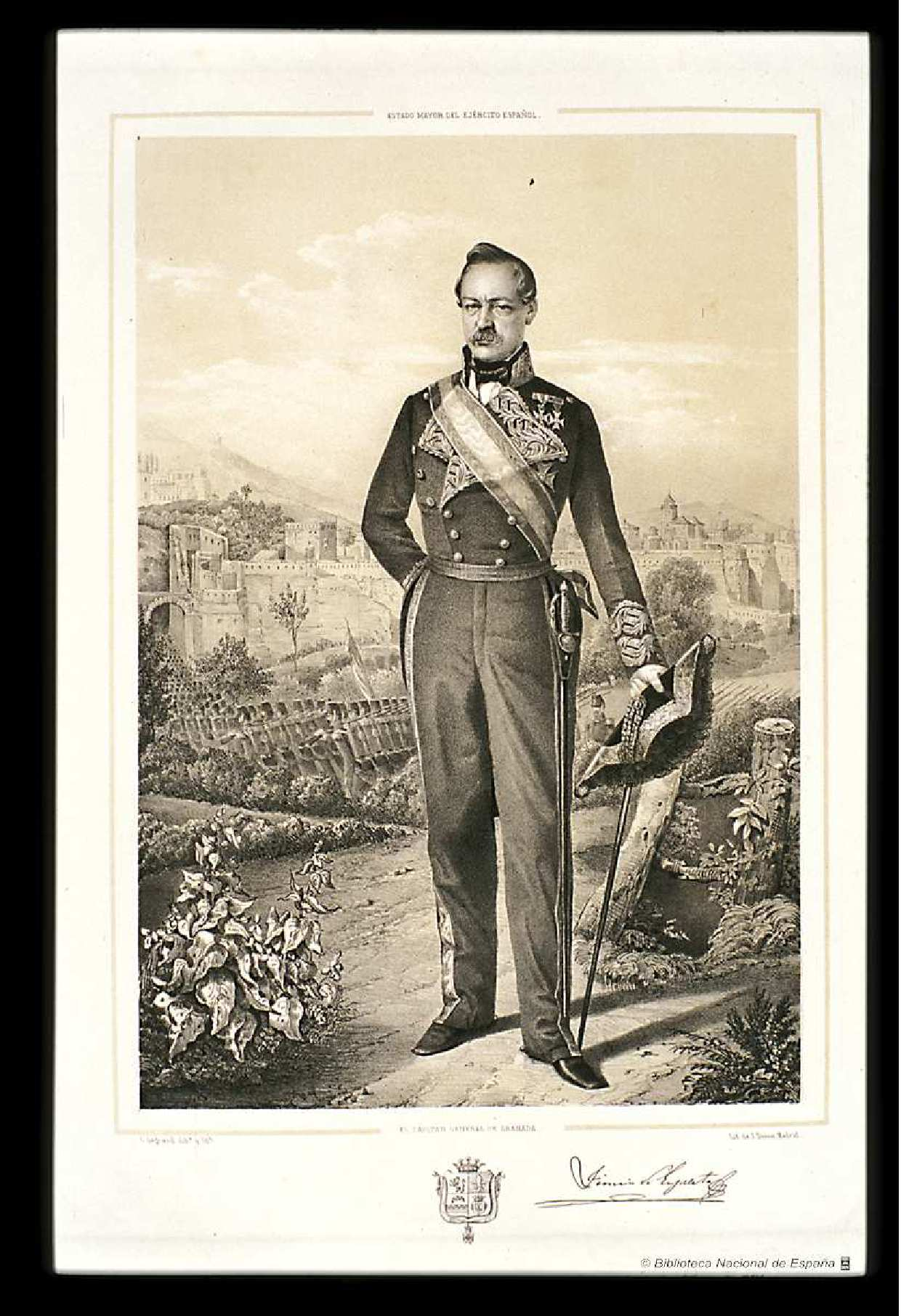
Retrato de Fermín de Ezpeleta y Enrile, litografía de Luis Carlos Legrand para la obra Estado Mayor del Ejército Español de Pedro Chamorro y Baquerizo.

Fermín de Ezpeleta Enrile (Pamplona, 12 de diciembre de 1801 – Madrid, 21 de mayo de 1869) fue un militar y político español.

## Biografía
Hijo de José Manuel de Ezpeleta, sobrino de Pascual Enrile y Alcedo y hermano de José María y Joaquín, también políticos y militares, Joaquín Ezpeleta Enrile y María Concepción Ezpeleta Enrile, que se casó con Pedro Agustín Girón, I duque de Ahumada. Fue por tanto, tío de Francisco Javier Girón, fundador de la Guardia Civil.
Fue capitán general de Andalucía tras la primera Guerra carlista y senador vitalicio desde 1853. Fue, entre enero y junio de 1858, ministro de la Guerra.